# Жанаталап (Шал-акина район)
Жанатала́п (каз. Жаңаталап) — село у складі району Шал-акина Північноказахстанської області Казахстану. Входить до складу Жанажольського сільського округу.
Населення — 98 осіб (2021; 152 у 2009, 256 у 1999, 252 у 1989).
Національний склад станом на 1989 рік:
- казахи — 100 %.

До 16 серпня 1971 року село називалось Алатай.